# Elferspitze
De Elferspitze is een 2505 meter hoge berg in de Stubaier Alpen in het Oostenrijkse Tirol.
Het gipfelkreuz boven op de berg staat iets onder de top, op 2499 meter hoogte. De Elferspitze is te bereiken vanaf het bergstation van een kabelbaan, die in Neustift im Stubaital begint. Ook de Innsbrucker Hütte en het Pinnistal kunnen als startpunt voor een tocht naar de top fungeren.
Zuidwestelijk van de berg ligt de 2562 meter hoge Zwölferspitze, die door de Zwölfernieder met de Elferspitze is verbonden. Er gaan naar zowel de top van Elferspitze als deze Zwölferspitze een via ferrata.